# Adenanthera
- Commons
- Wikispecies

Adenanthera L. é um género botânico pertencente à família Fabaceae.
Em algumas cidades do nordeste é chamada de Piriquiti, sua semente é vermelha e venenosa se ingerida in natura. Sementes brilhantes bonitas no nordeste do Brasil são usados para fazer colares e outros artesanatos. Muitas vezes erroneamente chamam-lhes  sementes de árvore pau-Brasil.

## Sinonímia
- Gonsii Adans.
- Pongelion Adans.

## Espécies
- Adenanthera bicolor
- Adenanthera intermedia
- Adenanthera pavonina
- Lista completa

## Classificação do gênero
| Sistema | Classificação                     | Referência               |
| ------- | --------------------------------- | ------------------------ |
| Linné   | Classe Decandria, ordem Monogynia | Species plantarum (1753) |